# Piacenzai Szent Konrád
Piacenzai Szent Konrád (Calendasco, 1290 [vagy 1284] – Noto, 1351. február 19.) szentként tisztelt középkori olasz remete.
Piacenza városában született mélyen vallásos szülők gyermekeként. Felnőve szülei kérésére egy Eufrozina nevű igen szép és erényes nőt vett feleségül. Később egy vadászat alkalmával vigyázatlanul hagyta tábortüzét, amely lángba borította a piacenzai erdőt. Konrád észrevétlenül visszatért a városba, és helyette egy ártatlan embert fogtak el, aki a kínzások hatására elismerte a gyújtogatást. Konrád lelkiismerete ezt nem bírta elviselni, ezért nyilvánosan bevallotta tettét, és gazdag örökségének eladásából fedezte a kárt. Az eset döntő hatással volt életére, a feljegyzések szerint Konrád a világi dolgok hiábavalóságaként értékelte az eseményt. Felesége beleegyezésével otthagyta a várost, Rómába ment, ahol belépett a ferences szerzetesrendbe. (Eufrozina apáca lett.) Rómából Szicíliába ment, ahol betegek ápolásával foglalkozott. Később egy hegyre költözött, és életének hátralévő éveit remeteként élte. A krónikák úgy tudják, hogy csodatettei és jövendölései miatt sokan tisztelték már életében. 1351-ben hunyt el. A római katolikus egyház szentként tiszteli, és halála napján (február 19.) üli emlékét.
A megtérésének története egy másik elbeszélés alapján:
Konrád szeretett vadászni, időnként katonáskodott is. Egyszer egy vadat üldözött, mely egy bozótosba menekült. Hogy onnan kiriassza, Konrád fölgyújtotta a bozótot. De a tűz továbbterjedt, s leégett egy nagy erdő. Konrád észrevétlenül a városba osont. A város vezetősége egy szegény embert fogott el és gyanúsított a gyújtogatással.
Kínzással kicsikarták tőle a beismerő vallomást, erre halálra ítélték. Mikor ezt Konrád megtudta, megmozdult benne a lelkiismeret, bevallotta, hogy ő okozta a tüzet, így megmenekült az elítélt ember a haláltól. Konrád pedig megtérítette a kárt, s úgy érezte, egész életét meg kell változtatnia. Belépett Szent Ferenc III. rendjébe, magára öltötte a világi rendi ruhát, s igazán „bűnbánó testvér” akart lenni.
Feleségével megbeszélte a dolgot, az hajlandó volt belépni a piacenzai klarisszákhoz. Ő maga zarándokútra indult. Sorra járta Itália zarándokhelyeit, először is Rómát látogatta meg. Majd eljutott Szicíliába, itt Neto (v. Néti) városában húzódott meg egy házacskában. Sokan felkeresték, imáit, tanácsát kérték, mire ő messzebbre ment s egy barlangban húzódott meg. Itt élt kemény önmegtartóztatásban, böjtölésben, virrasztásban közel 40 évig. Sok beteg gyógyult meg Konrád imájára. Mint Szent Ferenc, ő is bizalmas kapcsolatban volt a madarakkal. 1351. febr. 19-én halt meg. VIII. Orbán (1623-44) avatta szentté.
Legendái:
- A csoda, amelyről Konrád legismertebb, a "Kenyér szaporításának csodája". Ez a Szicíliát sújtó 1348-49 közötti éhínség alatt történt, amikor a szigeten súlyos bubópestis tört ki. A katasztrófa ideje alatt bárki, aki segítségért fordult a remetéhez, kapott egy meleg kenyeret, amelyről azt mondják, hogy az angyaloktól kapta.[2]
- Konrádnak szokás volt péntekenként elmenni Netoba is, egy sokak által tisztelt kereszthez, ahol hosszasan imádkozott. Egy ilyen pénteken néhányan - nem jószándékkal - meghívták ebédre:  Halnak mondták a sertéshúst, amit tálaltak, hogy később azzal vádolják, hogy pénteken megette a húst. Konrád velük együtt ette, amit kapott. Utána számon kérték tőle: hogyhogy szent ember létére pénteken húst eszik? Konrád állította, hegy ő halat evett. Bizonyságul megmutatta tányérját, melyen halszálkák és maradékok voltak.[1]